# Apiomeris beccarii
Apiomeris beccarii är en mångfotingart som beskrevs av Filippo Silvestri 1917. Apiomeris beccarii ingår i släktet Apiomeris och familjen klotdubbelfotingar. Inga underarter finns listade i Catalogue of Life.